# 25100 Zhaiweichao
25100 Zhaiweichao (tên chỉ định: 1998 RY47) là một tiểu hành tinh vành đai chính. Nó được phát hiện bởi dự án Nghiên cứu tiểu hành tinh gần Trái Đất Lincoln ở Socorro, New Mexico ngày 14 tháng 9 năm 1998. Nó được đặt theo tên Zhai Weichao.